# Martynas Jankus
Martynas Jankus (ur. 7 sierpnia 1858 w Bitenach koło Szyłokarczmy, zm. 23 maja 1946 we Flensburgu) – litewski działacz narodowy na terenie Małej Litwy, publicysta i wydawca, redaktor czasopisma „Aušra”.

## Odznaczenia
- Order Witolda Wielkiego II klasy (1928)[1]
- Order Wielkiego Księcia Giedymina III klasy[2]